# Aillevillers-et-Lyaumont
Aillevillers-et-Lyaumont é uma comuna francesa na região administrativa de Borgonha-Franco-Condado, no departamento de Alto Sona. Estende-se por uma área de 36,3 km². Em 2010 a comuna tinha 1 624 habitantes (densidade: 44,7 hab./km²).